# Ульяновка (Красногвардейский район)
Улья́новка  (ранее Даучи́; укр. Ульяновка, крымскотат. Davçı, Давчы) — село в Красногвардейском районе Республики Крым, входит в состав Марьяновского сельского поселения (согласно административно-территориальному делению Украины — Марьяновского сельского совета Автономной Республики Крым).

## Население
| 2001 | 2014 |
| ---- | ---- |
| 221  | ↘219 |

Всеукраинская перепись 2001 года показала следующее распределение по носителям языка
| Язык             | Процент |
| ---------------- | ------- |
| русский          | 50.68   |
| украинский       | 25.79   |
| крымскотатарский | 20.81   |
| другие           | 0.45    |

### Динамика численности
| - 1900 год — 6 чел. - 1915 год — 0/5 чел. - 1926 год — 205 чел. - 1989 год — 216 чел. | - 2001 год — 221 чел. - 2009 год — 570 чел. - 2014 год — 219 чел. |

## Современное состояние
На 2017 год в Ульяновке числится 1 улица — Брянская; на 2009 год, по данным сельсовета, село занимало площадь 34,1 гектара на которой, в 82 дворах, проживало 570 человек (что, вероятно, опечатка, е.к. не согласуется с другими статданными). В селе действует фельдшерско-акушерский пункт, село связано автобусным сообщением с райцентром и соседними населёнными пунктами.

## География
Ульяновка — небольшое село из одной улицы в центре района, в степном Крыму, высота центра села над уровнем моря — 43 м. Соседние сёла: Марьяновка в 3,5 км на запад и Некрасово в 4 км на юго-запад. Расстояние до райцентра — около 10 километров (по шоссе), там же ближайшая железнодорожная станция Урожайная. Транспортное сообщение осуществляется по региональной автодороге 35Н-227 от шоссе 35Н-258 Красногвардейское — Новоекатериновка (по украинской классификации — С-0-10616).

## История
Село Ульяновка основано на месте старинной крымскотатарской деревни Даучи.
Первое документальное упоминание села встречается в Камеральном Описании Крыма… 1784 года, судя по которому, в последний период Крымского ханства Давтже входил в Орта Чонгарский кадылык Карасубазарского каймаканства. После присоединения Крыма к России (8) 19 апреля 1783 года, (8) 19 февраля 1784 года, именным указом Екатерины II сенату, на территории бывшего Крымского Ханства была образована Таврическая область и деревня была приписана к Перекопскому уезду. После Павловских реформ, с 1796 по 1802 год, входила в Акмечетский уезд Новороссийской губернии. По новому административному делению, после создания 8 (20) октября 1802 года Таврической губернии, деревня территориально относилась к Кокчора-Киятской волости Перекопского уезда, но в Ведомости о всех селениях в Перекопском уезде состоящих с показанием в которой волости сколько числом дворов и душ… от 21 октября 1805 года похожее по названию поселение не записано.
На военно-топографической карте генерал-майора Мухина 1817 года деревня Дауше состоит из 2 участков: в одном 19 дворов, другой обозначен пустующим. Видимо, вследствие эмиграции татар в Турцию деревня опустела и на карте 1842 года уже не обозначена.
В конце XIX века на пустующем месте вновь возникло поселение: по «…Памятной книжке Таврической губернии на 1900 год» на хуторе Даучи Тотанайской волости числилось 6 жителей в 1 дворе. По Статистическому справочнику Таврической губернии. Ч.II-я. Статистический очерк, выпуск пятый Перекопский уезд, 1915 год, в хозяйстве Маргариты Павловны Шредер Дауджи Тотанайской волости Перекопского уезда числился 1 двор с немецким населением в количестве 5 человек только «посторонних» жителей.
Видимо, современное село возникло к ссередине 1920-х годов, так как на карте 1922 года его ещё нет, а, согласно Списку населённых пунктов Крымской АССР по Всесоюзной переписи 17 декабря 1926 года, в селе Ульяновка, Ново-Покровского сельсовета Джанкойского района, числилось 33 двора, все крестьянские, население составляло 205 человек, из них 201 русский, 3 украинца, 1 записан в графе «прочие». Постановлением ВЦИК «О реорганизации сети районов Крымской АССР» от 30 октября 1930 года, был создан Биюк-Онларский район, как немецкий национальный, в который включили село; в том же году образован колхоз «им. Крымского ЦИК». Постановлением Президиума КрымЦИКа «Об образовании новой административной территориальной сети Крымской АССР» от 26 января 1935 года был создан немецкий национальный (лишённый статуса национального постановлением Оргбюро ЦК КПСС от 20 февраля 1939 года) Тельманский район (с 14 декабря 1944 года — Красногвардейский) и Ульяновку включили в его состав.
После освобождения Крыма от фашистов, 12 августа 1944 года было принято постановление № ГОКО-6372с «О переселении колхозников в районы Крыма» по которому в район из областей Украины и России переселялись семьи колхозников, а в начале 1950-х годов последовала вторая волна переселенцев из различных областей Украины. С 25 июня 1946 года Ульяновка в составе Крымской области РСФСР, а 26 апреля 1954 года Крымская область была передана из состава РСФСР в состав УССР. 29 января 1959 года местный колхоз включён в объединённый им. XXI съезда КПСС. Время включения в Даниловский сельсовет пока не установлено: на 15 июня 1960 года село уже числилось в его составе, к 1968 году в составе Марьяновского сельского совета. По данным переписи 1989 года в селе проживало 216 человек. С 12 февраля 1991 года село в восстановленной Крымской АССР, 26 февраля 1992 года переименованной в Автономную Республику Крым. С 21 марта 2014 года в составе Крыма аннексирована Россией.
12 мая 2016 года парламент Украины, не признающий российскую аннексию, принял постановление о переименовании села в Даучи (укр. Давчи), в соответствии с законами о декоммунизации, однако данное решение не вступает в силу до «возвращения Крыма под общую юрисдикцию Украины».